# 清河 (辽河)
清河，位于中华人民共和国辽宁省北部的一条河流，是辽河左岸支流，发源于清原满族自治县英额门镇转湘湖村西北的庙岭，向东流至大林子村永安堡小组转北流，于土口子乡东南转西北流，经大孤家镇、开原市李家台镇、八棵树镇、铁岭市清河区清河水库、清河区城区北郊、杨木林子镇、开原市老城街道，于开原金沟子镇金英村以南转西南流，经业民镇，于清辽村以西汇入辽河。河流全长171.1千米，流域面积4846平方千米，年均径流量11.728亿立方米。清河上游两岸森林茂密，中下游两岸土地肥沃，农业发达，特产开原大蒜。中游清河区建有中国第一座超百万千瓦装机容量的火力发电厂——清河发电厂。